# Kaki Ponds
Die Kaki Ponds sind eine Gruppe kleiner Tümpel im ostantarktischen Viktorialand. Im Taylor Valley liegen sie nördlich des Ende des Marr-Gletschers. 
Das New Zealand Geographic Board benannte sie 1994 nach dem maorischen Namen für den Schwarzen Stelzenläufer, einen neuseeländischen Watvogel.